# نوپسرها تانگانیچه
نوپسرها تانگانیچه یک گونه سوسک از خانوادهٔ سوسک‌های شاخک‌دراز است. استفان فون برونینگ در سال ۱۹۷۸ این گونه را توصیف و بررسی کرد.

## زیرگونه‌ها
- Nupserha tanganjicae uluguruensis Breuning، 1978
- Nupserha tanganjicae tanganjicae Breuning، 1978